# Anthony Mackie
Anthony Dwane Mackie (ur. 23 września 1979 w Nowym Orleanie) – amerykański aktor filmowy i teatralny.
Zadebiutował w 2002 roku w 8. Mili z Eminemem w roli głównej. Został nagrodzony przez African-American Film Critics Association w 2009 roku w kategorii najlepszy aktor drugoplanowy za rolę w filmie The Hurt Locker. W pułapce wojny. W 2010 roku nagrodzono go za tę rolę Czarną Szpulą, a w 2011 roku otrzymał tę nagrodę jako najlepszy aktor za film Zapada noc. W tym samym roku dostał wyróżnienie za osiągnięcia artystyczne podczas Chicago International Film Festival. Od 2014 roku wciela się w postać Sama Wilsona (Falcona) w produkcjach Filmowego Uniwersum Marvela.

## Życiorys

### Rodzina i wykształcenie

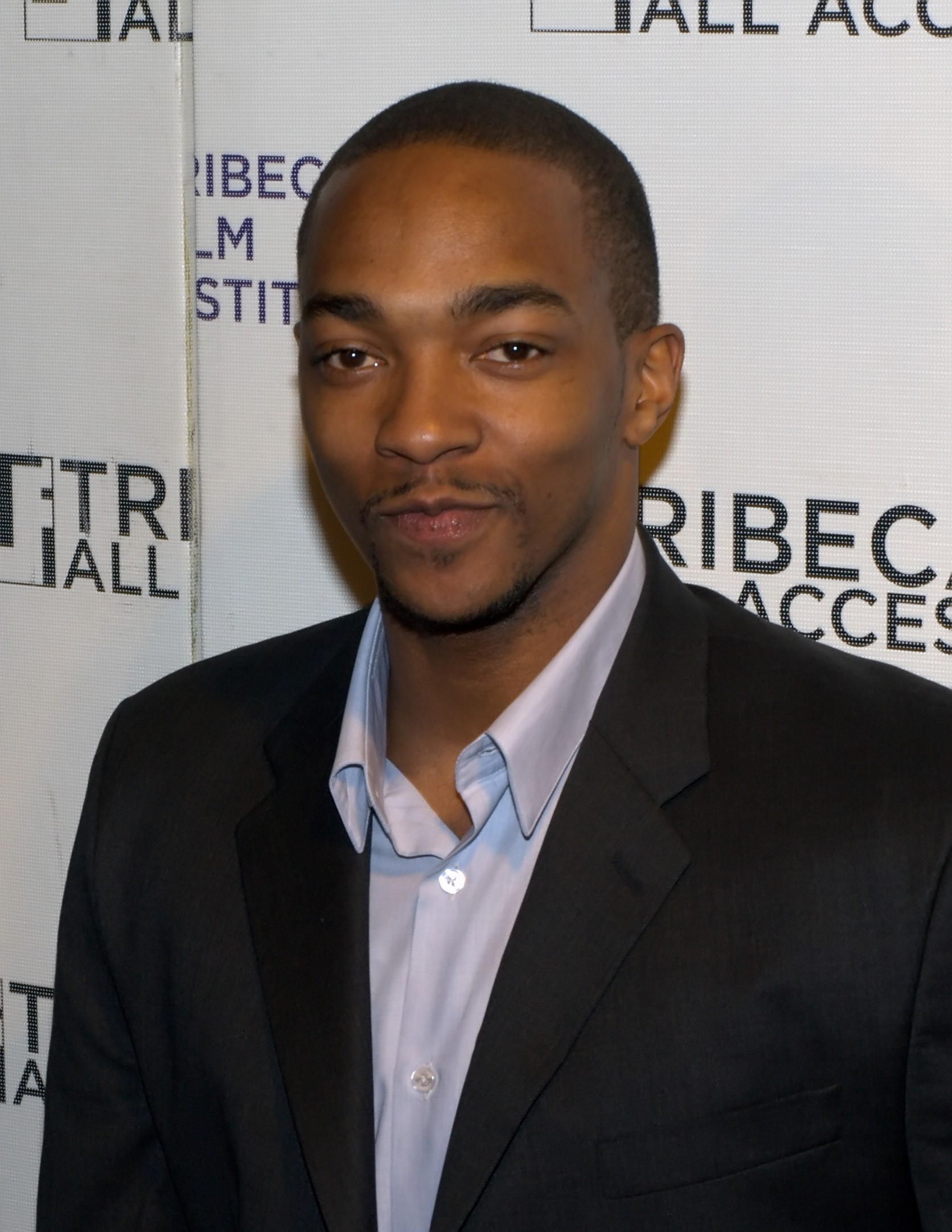
Anthony Mackie podczas Tribeca Film Festival

Anthony Mackie urodził się w 1979 roku w Nowym Orleanie w stanie Luizjana jako syn Williego Mackiego Sr. i Marthy z domu Gordon. Jego ojciec był cieślą, który posiadał firmę specjalizującą się w stolarce dachowej. Ma starszego brata, Calvina, który został profesorem na Tulane University.
Uczęszczał do Warren Easton Sr. High School i New Orleans Center for Creative Arts (NOCCA). W 1997 roku ukończył Akademię Sztuk Pięknych w Karolinie Północnej (NCSA), a następnie został absolwentem Juilliard School na wydziale dramaturgii. W tym samym roku absolwentami zostali także m.in. Tracie Thoms i Lee Pace.
W grudniu 2014 roku poślubił Shelettę Chapital, z którą ma troje dzieci. W 2011 roku otworzył bar o nazwie „NoBar” na Brooklynie w Nowym Jorku.

### Kariera aktorska
Karierę w filmach zaczął w 2002 roku, kiedy to wystąpił w 8. Mili. Jego pierwszą główną rolą był występ w produkcji Brother to Brother, gdzie zagrał Perry’ego, studenta i artystę afroamerykańskiego pochodzenia, który stara się dostosować do świata jako czarnoskóry homoseksualista. Za tę rolę otrzymał w 2004 roku nominację do Independent Spirit Awards w kategorii najlepszy debiut oraz do Nagrody Gotham z najlepszą przełomową rolę aktorską. Później wystąpił w filmie Spike’a Lee pt. Ona mnie nienawidzi oraz w telewizyjnej produkcji Miasto gangów. W tym samym roku wystąpił w nagradzanym przez Akademię Filmową Za wszelką cenę.
W 2008 roku zagrał sierżanta JT Sanborna w The Hurt Locker. W pułapce wojny. Za ten film otrzymał Nagrodę Gotham w kategorii najlepsza obsada i Czarną Szpulę w kategorii najlepszy aktor drugoplanowy. W 2009 roku zagrał w filmie Notorious, w którym wcielił się w Tupaca Shakura. W 2010 roku wystąpił w Zapada noc, za który otrzymał Czarną Szpulę w kategorii najlepszy aktor. W 2011 roku zagrał we Władcach umysłów, otrzymując nominacje do Czarnej Szpuli w kategorii najlepszy aktor drugoplanowy oraz do NAACP Image Award w kategorii wybitny drugoplanowy aktor filmowy.
W 2012 roku dołączył do obsady produkcji Kapitan Ameryka: Zimowy żołnierz, w której wcielił się w postać Sama Wilsona (Falcona). Za tę rolę został nominowany do Saturna w kategorii najlepszy aktor drugoplanowy oraz do Teen Choice Awards w dwóch kategoriach. W 2015 roku poinformował, że podpisał kontrakt z Marvel Studios na kilka kolejnych filmów w ramach Filmowego Uniwersum Marvela. W postać tę wcielił się następnie w filmach Avengers: Czas Ultrona, Ant-Man, Kapitan Ameryka: Wojna bohaterów, Avengers: Wojna bez granic i Avengers: Koniec gry.
W 2015 roku został obsadzony w roli Martina Luthera Kinga w filmie telewizyjnym HBO pod tytułem Do końca.

## Filmografia
| Rok  | Tytuł                                                                  | Postać                      | Źródło |
| ---- | ---------------------------------------------------------------------- | --------------------------- | ------ |
| 2002 | 8. Mila (8 Mile)                                                       | Papa Doc                    | [ 9 ]  |
| 2003 | Crossing                                                               | Cass                        | [ 29 ] |
| 2003 | Wydział zabójstw, Hollywood (Hollywood Homicide)                       | Zabójca „Joker”             | [ 30 ] |
| 2004 | Brother to Brother                                                     | Perry                       | [ 10 ] |
| 2004 | Kandydat (The Manchurian Candidate)                                    | Robert Baker                | [ 30 ] |
| 2004 | Ona mnie nienawidzi (She Hate Me)                                      | John Henry „Jack” Armstrong | [ 13 ] |
| 2004 | Miasto gangów (Sucker Free City)                                       | K-Luv (Keith)               | [ 13 ] |
| 2004 | Przystań (Haven)                                                       | Hammer                      | [ 30 ] |
| 2004 | Za wszelką cenę (Million Dollar Baby)                                  | Shawrelle Berry             | [ 9 ]  |
| 2005 | Ja, twardziel (The Man)                                                | Booty                       | [ 30 ] |
| 2006 | Kolor zbrodni (Freedomland)                                            | Billy Williams              | [ 31 ] |
| 2006 | Szkolny chwyt (Half Nelson)                                            | Frank                       | [ 31 ] |
| 2006 | Upadłe niebo (Heavens Fall)                                            | William Lee                 | [ 1 ]  |
| 2006 | Męski sport (We Are Marshall)                                          | Nate Ruffin                 | [ 13 ] |
| 2006 | Crossover                                                              | Tech                        | [ 31 ] |
| 2007 | Ascension Day                                                          | Nathaniel „Nat” Turner      | [ 32 ] |
| 2008 | Eagle Eye                                                              | William Bowman              | [ 33 ] |
| 2009 | The Hurt Locker. W pułapce wojny (The Hurt Locker)                     | J.T. Sanborn                | [ 9 ]  |
| 2009 | American Violet                                                        | Eddie Porter                | [ 34 ] |
| 2009 | Notorious                                                              | Tupac Shakur                | [ 15 ] |
| 2009 | Kwiat pustyni (Desert Flower)                                          | Harold Jackson              | [ 6 ]  |
| 2010 | Zapada noc (Night Catches Us)                                          | Marcus Washington           | [ 16 ] |
| 2010 | Louis                                                                  | Buddy Bolden                | [ 35 ] |
| 2011 | Władcy umysłów (The Adjustment Bureau)                                 | Harry Mitchell              | [ 36 ] |
| 2011 | 10 lat (10 Years)                                                      | Andre Irine                 | [ 1 ]  |
| 2011 | Ilu miałaś facetów? (What’s Your Number?)                              | Tom Piper                   | [ 1 ]  |
| 2011 | Giganci ze stali (Real Steel)                                          | Finn                        | [ 36 ] |
| 2012 | Człowiek na krawędzi (Man on a Ledge)                                  | Mike Ackerman               | [ 1 ]  |
| 2012 | Abraham Lincoln: Łowca wampirów (Abraham Lincoln: Vampire Hunter)      | William H. Johnson          | [ 36 ] |
| 2013 | Gangster Squad. Pogromcy mafii (Gangster Squad)                        | Coleman Harris              | [ 1 ]  |
| 2013 | Sztanga i cash (Pain & Gain)                                           | Adrian Doorbal              | [ 36 ] |
| 2013 | Piąta władza (The Fifth Estate)                                        | Sam Coulson                 | [ 1 ]  |
| 2013 | Ślepy traf (Runner Runner)                                             | Agent Eric Shavers          | [ 1 ]  |
| 2013 | The Inevitable Defeat of Mister and Pete                               | Chris                       | [ 1 ]  |
| 2014 | Repentance                                                             | Tommy Carter                | [ 1 ]  |
| 2014 | Kapitan Ameryka: Zimowy żołnierz (Captain America: The Winter Soldier) | Sam Wilson / Falcon         | [ 20 ] |
| 2014 | Shelter                                                                | Tahir                       | [ 9 ]  |
| 2015 | Bolden                                                                 | Buddy Bolden                | [ 32 ] |
| 2015 | Black or White                                                         | Jeremiah Jeffers            | [ 1 ]  |
| 2015 | Rozegraj to na luzie (Playing It Cool)                                 | Bryan                       | [ 1 ]  |
| 2015 | Avengers: Czas Ultrona (Avengers: Age of Ultron)                       | Sam Wilson / Falcon         | [ 23 ] |
| 2015 | Ant-Man                                                                | Sam Wilson / Falcon         | [ 24 ] |
| 2015 | Kryzys to nasz pomysł (Our Brand Is Crisis)                            | Ben                         | [ 37 ] |
| 2015 | Kochajmy się od święta (Love the Coopers)                              | Officer Percy Williams      | [ 9 ]  |
| 2015 | The Night Before                                                       | Chris Roberts               | [ 9 ]  |
| 2016 | Psy mafii (Triple 9)                                                   | Marcus Belmont              | [ 1 ]  |
| 2016 | Kapitan Ameryka: Wojna bohaterów (Captain America: Civil War)          | Sam Wilson / Falcon         | [ 25 ] |
| 2016 | Do końca (All the Way)                                                 | Martin Luther King          | [ 28 ] |
| 2018 | Avengers: Wojna bez granic (Avengers: Infinity War)                    | Sam Wilson / Falcon         | [ 26 ] |
| 2019 | Avengers: Koniec gry (Avengers: Endgame)                               | Sam Wilson / Falcon         | [ 27 ] |
| 2019 | Seberg                                                                 | Hakim Jamal                 | [ 38 ] |
| 2021 | Falcon i Zimowy Żołnierz (The Falcon and the Winter Soldier}           | Sam Wilson / Falcon         | [ 39 ] |

## Teatr
| Rok  | Tytuł                    | Postać           | Źródło |
| ---- | ------------------------ | ---------------- | ------ |
| 2001 | Up Against the Wind      |                  | [ 40 ] |
| 2002 | Talk                     |                  | [ 40 ] |
| 2003 | Ma Rainey's Black Bottom | Sylvester        | [ 40 ] |
| 2003 | The 24 Hour Plays 2003   | Ray              | [ 40 ] |
| 2004 | Drowning Crow            | Constantine Trip | [ 40 ] |
| 2004 | The 24 Hour Plays 2004   | Burl             | [ 40 ] |
| 2005 | McReele                  | Darius McReele   | [ 40 ] |
| 2005 | A Soldier’s Play         | Melvin Peterson  | [ 40 ] |
| 2005 | The 24 Hour Plays 2005   | Bob              | [ 40 ] |
| 2010 | A Behanding In Spokane   | Toby             | [ 40 ] |

## Nagrody i nominacje
| Rok  | Nagroda                                     | Kategoria                                                                                          | Film                             | Rezultat  | Źródło       |
| ---- | ------------------------------------------- | -------------------------------------------------------------------------------------------------- | -------------------------------- | --------- | ------------ |
| 2004 | Nagroda Gotham                              | Najlepsza przełomowa rola aktorska                                                                 | Brother to brother               | Nominacja | [ 12 ]       |
| 2004 | Circuit Community Awards                    | Najlepsza obsada                                                                                   | Za wszelką cenę                  | Nominacja | [ 41 ]       |
| 2005 | Independent Spirit Awards                   | Najlepszy debiut                                                                                   | Brother to brother               | Nominacja | [ 11 ]       |
| 2005 | Czarna Szpula                               | Najlepsza rola przełomowa                                                                          | Ona mnie nienawidzi              | Nominacja | [ 13 ]       |
| 2006 | Czarna Szpula                               | Najlepszy aktor telewizyjny za film                                                                | Miasto gangów                    | Nominacja | [ 7 ]        |
| 2009 | Independent Spirit Awards                   | Najlepszy aktor drugoplanowy                                                                       | The Hurt Locker. W pułapce wojny | Nominacja | [ 42 ]       |
| 2009 | Nagroda Gotham                              | Najlepsza obsada                                                                                   | The Hurt Locker. W pułapce wojny | Wygrana   | [ 7 ]        |
| 2009 | African-American Film Critics Association   | Najlepszy aktor drugoplanowy                                                                       | The Hurt Locker. W pułapce wojny | Wygrana   | [ 7 ]        |
| 2009 | Circuit Community Awards                    | Najlepszy aktor drugoplanowy                                                                       | The Hurt Locker. W pułapce wojny | Nominacja | [ 43 ]       |
| 2009 | Circuit Community Awards                    | Najlepsza obsada                                                                                   | The Hurt Locker. W pułapce wojny | Nominacja | [ 43 ]       |
| 2009 | Denver Film Critics Society                 | Najlepsza obsada                                                                                   | The Hurt Locker. W pułapce wojny | Nominacja | [ 44 ]       |
| 2009 | Golden Schmoes Awards                       | Najlepszy aktor drugoplanowy                                                                       | The Hurt Locker. W pułapce wojny | Nominacja | [ 45 ]       |
| 2009 | Washington DC Area Film Critics Association | Najlepsza obsada                                                                                   | The Hurt Locker. W pułapce wojny | Wygrana   | [ 7 ] [ 46 ] |
| 2009 | Washington DC Area Film Critics Association | Najlepszy aktor drugoplanowy                                                                       | The Hurt Locker. W pułapce wojny | Nominacja | [ 7 ] [ 46 ] |
| 2010 | Czarna Szpula                               | Najlepszy aktor drugoplanowy                                                                       | The Hurt Locker. W pułapce wojny | Wygrana   | [ 14 ]       |
| 2010 | Chlotrudis Awards                           | Najlepszy aktor drugoplanowy                                                                       | The Hurt Locker. W pułapce wojny | Nominacja | [ 47 ]       |
| 2010 | Gold Derby Awards                           | Najlepszy aktor drugoplanowy                                                                       | The Hurt Locker. W pułapce wojny | Nominacja | [ 48 ]       |
| 2010 | Gold Derby Awards                           | Najlepsza obsada                                                                                   | The Hurt Locker. W pułapce wojny | Nominacja | [ 48 ]       |
| 2010 | NAACP Image Awards                          | Wybitny drugoplanowy aktor filmowy                                                                 | The Hurt Locker. W pułapce wojny | Nominacja | [ 49 ]       |
| 2010 | International Cinephile Society             | Najlepszy aktor drugoplanowy                                                                       | The Hurt Locker. W pułapce wojny | Nominacja |              |
| 2010 | Online Film Critics Society                 | Najlepszy aktor drugoplanowy                                                                       | The Hurt Locker. W pułapce wojny | Nominacja | [ 50 ]       |
| 2011 | Czarna Szpula                               | Najlepszy aktor                                                                                    | Zapada noc                       | Wygrana   | [ 16 ]       |
| 2011 | NAACP Image Awards                          | Wybitny aktor filmowy                                                                              | Zapada noc                       | Nominacja | [ 51 ]       |
| 2011 | Chlotrudis Awards                           | Najlepszy aktor                                                                                    | Zapada noc                       | Nominacja | [ 52 ]       |
| 2011 | Chicago International Film Festival         | Artystyczne osiągnięcia                                                                            | Artystyczne osiągnięcia          | Wygrana   | [ 53 ]       |
| 2012 | Czarna Szpula                               | Najlepszy aktor drugoplanowy                                                                       | Władcy umysłów                   | Nominacja | [ 17 ]       |
| 2012 | NAACP Image Awards                          | Wybitny drugoplanowy aktor filmowy                                                                 | Władcy umysłów                   | Nominacja | [ 18 ]       |
| 2014 | Teen Choice Awards                          | Ulubiona postać kradnąca sceny                                                                     | Kapitan Ameryka: Zimowy żołnierz | Nominacja | [ 21 ]       |
| 2014 | Teen Choice Awards                          | Ulubiona chemia filmowa (z Chrisem Evansem)                                                        | Kapitan Ameryka: Zimowy żołnierz | Nominacja | [ 21 ]       |
| 2015 | Saturn                                      | Najlepszy aktor drugoplanowy                                                                       | Kapitan Ameryka: Zimowy żołnierz | Nominacja | [ 54 ]       |
| 2016 | Teen Choice Awards                          | Ulubiona chemia filmowa (z Chrisem Evansem, Sebastianem Stanem, Elizabeth Olsen i Jeremy Rennerem) | Kapitan Ameryka: Wojna bohaterów | Nominacja | [ 55 ]       |
| 2021 | MTV Movie Award                             | Najlepszy bohater                                                                                  | Falcon i Zimowy Żołnierz         | Wygrana   | [ 56 ]       |
| 2021 | MTV Movie Award                             | Najlepszy duet (z Sebastianem Stanem)                                                              | Falcon i Zimowy Żołnierz         | Wygrana   | [ 56 ]       |
| 2022 | Saturn                                      | Najlepszy aktor w serialu w serwisie streamingowym                                                 | Falcon i Zimowy Żołnierz         | Nominacja | [ 57 ]       |